# Patrick Vernay
Pour les articles homonymes, voir Vernay.
Patrick Vernay né le 24 octobre 1973 à Nouméa, est un triathlète professionnel français. Triple champion de France longue distance et multiple vainqueur sur compétition Ironman.

## Biographie
Patrick Vernay totalise neuf victoires sur distance Ironman, quatre fois vainqueur de l’Ironman Port Maquarie et deux fois de Bussleton en Australie, deux fois de l’Ironman Corée du Sud. Il finit trois fois dans les dix premiers du championnat du monde d'Ironman à Kona, sixième place en 2008 et 10e en 2006 et 2007, à chaque participation dans cette compétition il représentait son archipel d'origine la Nouvelle-Calédonie. Il reste en 2018, le seul triathlète français à avoir remporté le Challenge Roth en Allemagne lors de l'édition 2008. Il est également triple champion de France longue distance et six fois champion du monde longue distance par équipe. Son palmarès est parmi les plus étoffés des triathlètes français.

## Palmarès
Le tableau présente les résultats les plus significatifs (podium) obtenus sur le circuit national et international de triathlon depuis 1998.
| Année | Compétition                                      | Pays         | Position | Temps           |
| ----- | ------------------------------------------------ | ------------ | -------- | --------------- |
| 2011  | Ironman Australie                                | Australie    |          | 8 h 35 min 50 s |
| 2010  | Ironman Australie                                | Australie    |          | 8 h 23 min 54 s |
| 2009  | Ironman Australie                                | Australie    |          | 8 h 24 min 55 s |
| 2009  | Ironman Western Australie                        | Australie    |          | 8 h 13 min 59 s |
| 2008  | Ironman Australie                                | Australie    |          | 8 h 31 min 33 s |
| 2008  | Challenge Roth                                   | Allemagne    |          | 8 h 9 min 34 s  |
| 2007  | Ironman Australie                                | Australie    |          | 8 h 21 min 49 s |
| 2007  | Ironman Western Australie                        | Australie    |          | 8 h 6 min 0 s   |
| 2005  | Ironman Corée du Sud                             | Corée du Sud |          | Timing          |
| 2004  | Ironman Corée du Sud                             | Corée du Sud |          | 7 h 42 min 33 s |
| 2003  | Championnat du monde longue distance par Équipes | Espagne      |          |                 |
| 2003  | Championnat de France longue distance            | France       |          | Timing          |
| 2003  | Triathlon International de Nice                  | France       |          | Timing          |
| 2001  | Championnat du monde longue distance par Équipes | Danemark     |          |                 |
| 2000  | Championnat de France longue distance            | France       |          | Timing          |
| 1999  | Championnat de France longue distance            | France       |          | Timing          |
| 1998  | Championnat de France longue distance            | France       |          | Timing          |